# Lucia Peretti
Lucia Peretti (* 14. November 1990 in Sondalo) ist eine ehemalige italienische Shorttrackerin.

## Werdegang
Peretti startet für den Verein Bormio Ghiaccio und trainiert seit 2010 unter dem neuen Nationaltrainer Éric Bédard am Leistungszentrum in Bormio. Ihr internationales Debüt gab sie bei den Europameisterschaften 2008 in Ventspils. Dort trat sie in der Staffel an, schied jedoch im Vorlauf aus. Besser lief es bei den Weltmeisterschaften 2008 in Gangneung, wo sie in der Staffel das Finale erreichte und Vierte wurde. Sie startete auch bei der Teamweltmeisterschaft in Harbin und wurde mit ihren Teamkolleginnen Fünfte. In der Saison 2008/09 debütierte Peretti schließlich in Salt Lake City im Weltcup. Als bestes Ergebnis in einem Einzelrennen erreichte sie in ihrer ersten Weltcupsaison Rang 17 über 1000 m. Erfolgreicher war sie in der Staffel, in Peking belegte sie einen dritten und in Sofia einen zweiten Platz und errang damit ihre bislang einzigen Weltcup-Podestplatzierungen. Sie nahm erneut an allen Saisonhöhepunkten teil. Bei den Europameisterschaften in Turin erreichte sie mit der Staffel das Finale, wurde dort jedoch disqualifiziert, bei der Juniorenweltmeisterschaft in Sherbrooke gewann sie mit der Staffel die Goldmedaille. Sie trat auch in den Einzelwettbewerben an und wurde 20. im Mehrkampf. Bei der Teamweltmeisterschaft in Heerenveen wurde sie erneut Fünfte.
In der olympischen Saison 2009/10 nahm Peretti nur bei einem Weltcuprennen an Einzelrennen teil, konnte sich jedoch nicht in Szene setzen. Erfolgreich war sie hingegen im Team bei der Heimweltmeisterschaft in Bormio, wo sie die Bronzemedaille gewann. In Sofia nahm sie erstmals auch an den Individualweltmeisterschaften teil, mit der Staffel schied sie dort im Halbfinale aus. Peretti qualifizierte sich als Staffelläuferin für die Olympischen Spiele in Vancouver. Im Halbfinale wurde sie nicht eingesetzt, sie lief jedoch im B-Finale und erreichte schließlich Rang sechs im Endklassement. In der Saison 2010/11 wurde Peretti nur bei einem Weltcup eingesetzt. Sie startete jedoch bei den Europameisterschaften in Heerenveen und gewann in der Staffel die Bronzemedaille. Bei den Europameisterschaften 2013 in Malmö wurde sie Achte und bei den Weltmeisterschaften 2013 in Debrecen Fünfte jeweils mit der Staffel.
In der Saison 2013/14 kam Peretti im Weltcup dreimal auf den dritten Platz mit der Staffel. Beim Saisonhöhepunkt den Olympischen Spielen 2014 in Sotschi holte sie mit der 3000-Meter-Staffel Bronze. Bei der WM 2014 in Montreal gewann sie mit der Staffel erneut Bronze. In der folgenden Saison errang sie beim Weltcup in Montreal und in Dresden jeweils den zweiten Platz mit der Staffel. Ihre besten Platzierungen bei den Europameisterschaften 2015 in Dordrecht waren der sechste Platz über 1500 m und der vierte Rang mit der Staffel. Bei den Weltmeisterschaften 2015 in Moskau gewann sie wie im Vorjahr die Bronzemedaille mit der Staffel. Im folgenden Jahr holte sie bei den Europameisterschaften in Sotschi die Bronzemedaille mit der Staffel. Ihre besten Resultate bei den Weltmeisterschaften 2016 in Seoul waren der 13. Platz über 1500 m und der fünfte Rang mit der Staffel. Im Februar 2016 siegte sie in Dordrecht mit der Staffel erstmals im Weltcup. In der Saison 2016/17 wurde sie beim Weltcup in Dresden und in Minsk Zweite mit der Staffel und erreichte zudem in Minsk mit dem dritten Platz über 1500 m ihre erste Podestplatzierung im Weltcupeinzel. Bei den Europameisterschaften 2017 in Turin holte sie die Goldmedaille mit der Staffel. Außerdem wurde sie dort Fünfte im Mehrkampf und errang dabei den dritten Platz über 1500 m. Bei den Weltmeisterschaften 2017 in Rotterdam kam sie mit dem 40. Platz über 1500 m, mit dem 38. Rang über 1000 m und mit dem 23. Platz über 500 m, auf den 35. Platz im Mehrkampf. Im November 2017 belegte sie beim Weltcup in Shanghai den dritten Platz mit der Staffel. Bei den Olympischen Winterspielen 2018 in Pyeongchang gewann sie über 3000 m mit der Staffel die Silbermedaille.

## Weltcupsiege im Team
| Nr. | Datum            | Ort         |
| --- | ---------------- | ----------- |
| 1.  | 14. Februar 2016 | Dordrecht 1 |

## Persönliche Bestzeiten
- 500 m: 43,450 s (aufgestellt am 5. Oktober 2017 in Dordrecht)
- 1000 m: 1:31,175 min (aufgestellt am 9. November 2014 in Salt Lake City)
- 1500 m: 2:22,028 min (aufgestellt am 15. Februar 2014 in Sotschi)
- 3000 m: 5:28,079 min (aufgestellt am 15. Januar 2017 in Turin)